# Granville Bates

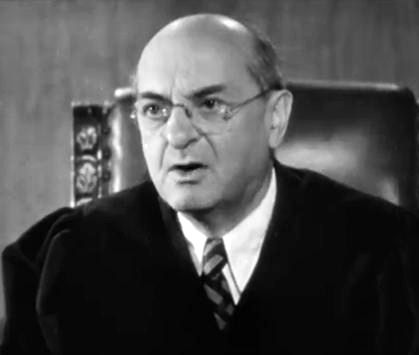
Granville Bates.

Granville Bates, född 7 januari 1882 i Chicago, Illinois, död 8 juli 1940 i Hollywood, Kalifornien, var en amerikansk skådespelare. Bates medverkade i över 90 Hollywoodfilmer, mest i mindre biroller.

## Filmografi, urval
- 1937 – Den fulländade mannen
- 1937 – En läkares ansvar
- 1937 – Mysteriet i Sydstaterna
- 1938 – Kjol- och rackartyg
- 1939 – Möss och människor
- 1939 – Skål, professorn!
- 1940 – Flykt undan våldet
- 1940 – Min favorithustru
- 1940 – Mr Sarto gör razzia